# 君の待つ世界
「君の待つ世界」（きみのまつせかい）は、LAGOONのデビューシングル。2014年11月26日にSony Music Recordsから発売された。オリコン最高順位は30位。テレビアニメ『まじっく快斗1412』の主題歌となった。

## 収録内容
1. 君の待つ世界 [3:55]
作詞：MIZUE、立山秋航、作曲・編曲：立山秋航
2. Dear friend [3:44]
作詞：MIORI、 emilou、作曲：オオバコウスケ、編曲：鈴木Daichi秀行
3. Are You Ready?  [3:41]
作詞：MIORI、LINDEN、作曲・編曲：工藤嶺
4. 君の待つ世界 (Instrumental) [3:55]

## 参照
1. 1 2  “君の待つ世界(初回生産限定盤)”.   oricon style. 2015年2月28日閲覧。